# HD 147152
HD 147152，又名CD-4910591，SAO 226693、HR 6083，是一颗恒星，视星等为5.33，位于銀經334.01，銀緯0.13，其B1900.0坐标为赤經16h 14m 59.5s，赤緯-49° 0.13′ 0″。